# Štěpán Žilka
Štěpán Žilka (* 11. listopadu 1988), je český šachový velmistr.

## Kariéra
Pochází z Nového Malína u Šumperka. Jeho prvním trenérem byl profesor šumperského gymnázia a někdejší mistr světa v korespondenčním šachu Josef Šnajdr. 22. února 2014 si uhrál 3. velmistrovskou normu v rakouské bundeslize východ, následně v srpnu téhož roku mu byl udělen titul šachový velmistr.

## Česká extraliga
V České extralize působil v pěti klubech, přičemž získal jedno třetí místo a podílel se tak na zisku 5 mistrovských titulů.
| Sezona  | Pořadí | Klub                    | Elo  | Šachovnice | Počet bodů | Odehráno partií | % úspěšnost |
| 2002-03 | 12.    | TJ Tatran Litovel       | 2343 | 8.         | 2,0        | 5               | 40,00       |
| 2006-07 | 7.     | A64 Valoz Grygov        | 2375 | 7.         | 5,0        | 6               | 83,33       |
| 2007-08 | 11.    | TJ Tatran Litovel       | 2479 | 6.         | 5,0        | 11              | 45,45       |
| 2008-09 | 8.     | Zikuda Turnov           | 2471 | 5.         | 4,0        | 9               | 44,44       |
| 2009-10 | 5.     | Beskydská šachová škola | 2485 | 4.         | 4,0        | 7               | 57,14       |
| 2010-11 | 3.     | TJ Tatran Litovel       | 2479 | 3.         | 4,5        | 11              | 40,91       |
| 2011-12 | 8.     | TJ Tatran Litovel       | 2517 | 4.         | 6,5        | 11              | 59,09       |
| 2012-13 | 1.     | 1. Novoborský ŠK        | 2529 | 10.        | 8,5        | 11              | 77,27       |
| 2013-14 | 1.     | 1. Novoborský ŠK        | 2528 | 11.        | 5,5        | 8               | 68,75       |
| 2014-15 | 1.     | 1. Novoborský ŠK        | 2528 | 12.        | 3,5        | 7               | 50,00       |
| 2015-16 | 1.     | 1. Novoborský ŠK        | 2520 | 13.        | 5,5        | 7               | 78,57       |
| 2016-17 | 1.     | 1. Novoborský ŠK        | 2523 | 13.        | 5,0        | 7               | 71,43       |